# Alexandre Fourtanier
Alexandre Sylvestre Fourtanier est un homme politique français né le 1er mars 1805 à Montgiscard (Haute-Garonne) et mort le 1er février 1864 à Toulouse (Haute-Garonne).

## Biographie
Il fait ses études de droit à Toulouse.
Il devient avocat en décembre 1826 à Toulouse. Puis en 1830, il devient substitut du procureur du roi et en 1832 procureur.
De 1848 à 1850 (2 ans) et de 1857 à 1859 (2 ans); il est bâtonnier de l'Ordre des avocats.
En 1849, il est maire de Toulouse. 
Du 13 mai 1849 au 2 décembre 1851, il est député de la Haute-Garonne, siégeant à droite.

## Sources
- « Alexandre Fourtanier », dans Adolphe Robert et Gaston Cougny, Dictionnaire des parlementaires français, Edgar Bourloton, 1889-1891 [détail de l’édition]